# Giuseppe Mancuso (politico 1928)
Giuseppe Mancuso (Enna, 4 aprile 1928 – Enna, 29 dicembre 2004) è stato un politico e sindacalista italiano.

## Biografia
Nato in una famiglia modesta, dopo la caduta del fascismo è attivo tra i solfatari dell'ennese come dirigente della CGIL, di cui fa parte della segreteria provinciale dal 1956 e poi nel 1964 è segretario generale della Camera del Lavoro. 
Militante nel PCI, viene eletto deputato per due legislature consecutive, nel 1972 (VI legislatura) e nel 1976 (VII legislatura). Conclude il proprio mandato nel 1979.